# Wiatrołom
Wiatrołom [vjaˈtrɔwɔm] (en alemán: Viartlum, en casubio: Wiatrołóm) es un poblado en Gmina Miastko, condado de Bytów, Voivodato de Pomerania, en el norte de Polonia. Se encuentra aproximadamente a 13 kilómetros (8 mi) oeste de Bytów y 62 kilómetros (39 mi) al sudoeste de Gdańsk (capital del voivodato de Pomerania). 
De 1975 a 1998, el pueblo estuvo en el Voivodato de Słupsk. 
Tiene una población de 63 personas.

## Personas destacadas
- Johanna von Puttkammer (1824-1894), una mujer noble prusiana y la esposa del primer canciller de Alemania, Otto von Bismarck.